# Karl Baumeister (Maler)
Karl Baumeister, häufig auch Carl Baumeister, (* 24. Januar 1840 in Zwiefalten; † 24. Dezember 1932 ebenda) war ein deutscher Maler.

## Leben

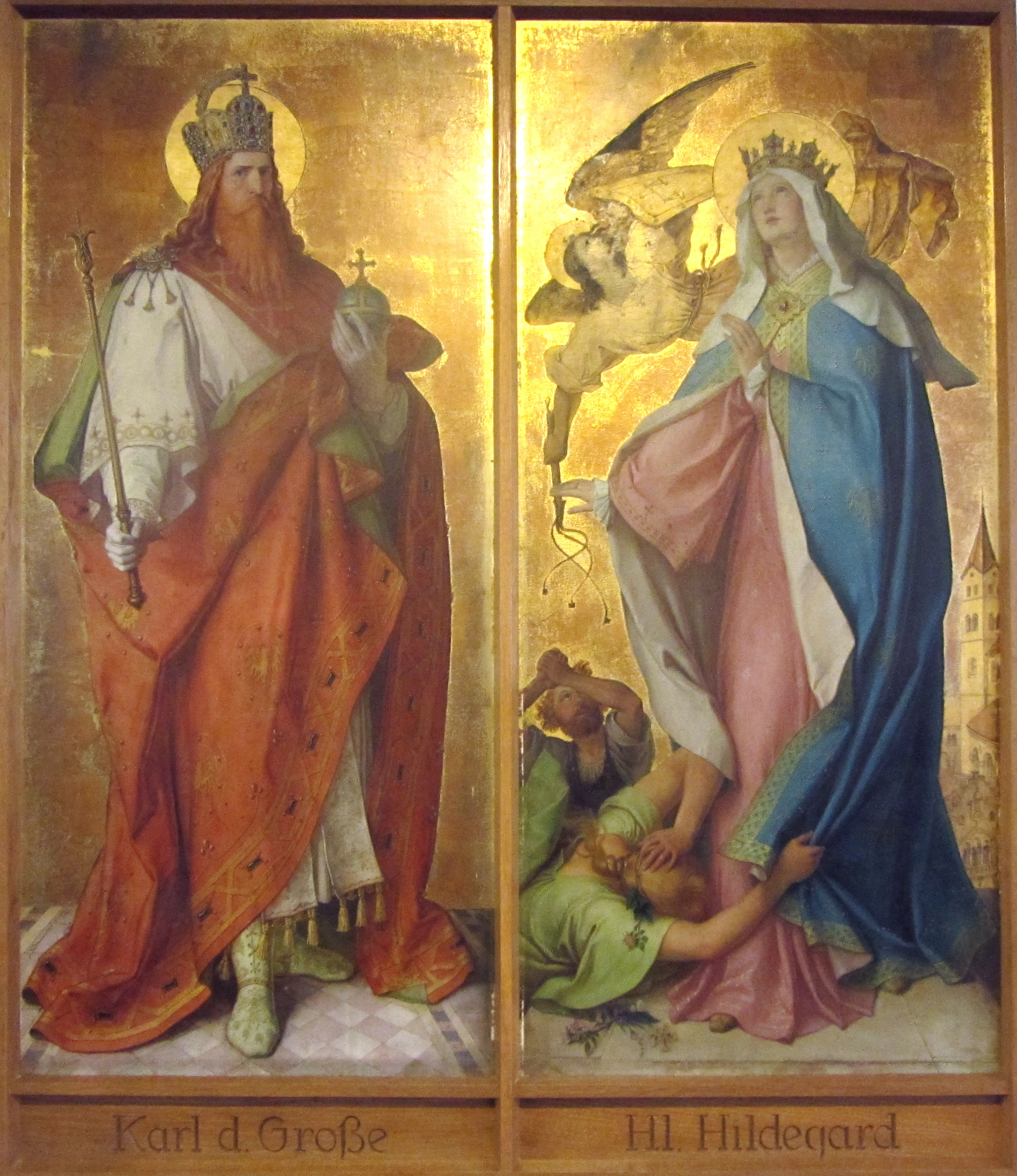
Zwei von vier Tafelbildern mit den Heiligen Karl der Große und Hildegard, St. Johannes Baptist auf dem Bussen (1895)

Nach einer Tätigkeit als Lithograph bei E. Lingg in Ulm studierte Baumeister ab Oktober 1855 an der Münchner Kunstakademie bei Hermann Anschütz, Joseph Schlotthauer und Philipp Foltz. Bis 1912 blieb er in München und kehrte dann in seine Heimatstadt zurück.
Baumeister beschäftigte sich vor allem Bilder mit religiösen Themen in einem den Nazarenern nahen Stil, der altdeutsche, romantische und klassizistische Elemente einschloss. Sein Hauptwerk war die zwischen 1882 und 1886 geschaffene Ausmalung der Rosenkranzkapelle des Schlosses Moos bei Lindau. Die Wände der Kapelle bemalte er mit Darstellungen des Freudenreichen, Glorreichen und des Schmerzhaften Rosenkranzes. Außerdem stattete er den neugotischen Saal von Schloss Wolfegg mit fünf Heiligenbildern aus und schuf zahlreiche Altarbilder in Oberbayern und Baden-Württemberg. Seine Werke sind stark inspiriert von Peter von Cornelius, dessen Arbeiten er als Stipendiat auf einer Italienreise kennengelernt hatte.

## Werke (Auswahl)
- 1895: vier Heiligenbilder, St. Johannes Baptist auf dem Bussen
- 1909: Fresko Maria als Kirchenpatronin mit einem Engel, der das Modell von Kloster und Kolleg trägt, Kollegium der Kapuziner, Appenzell
- Fresko, Burgkirchen, St.Leonhard
- Mariä Himmelfahrt, Hochaltingen
- Entwürfe für sieben Glasfenster, u. a. mit Darstellungen der Heiligen Walbert und Adelgunde, Pfarrkirche Le Mans
- Altarbild Mater amabilis, Mühldorf
- Altarbild in enkaustischer Technik, Sankt Jakob, München
- Altarfresko, St.Bartholomäus, Passau
- Ludwig Graf Arco-Zinneberg auf dem Totenbett, Öl auf Leinwand, Schloss Maxlrain
- Fresko (Friedrich Graf Quadt-Wykradt mit seiner Familie) und Fresken in der Quadtschen Kapelle, Schloss Moos
- fünf Heiligenbilder, Schloss Wolfegg